# U-2354
U-2354 – niemiecki okręt podwodny (U-Boot) przybrzeżnego typu XXIII z okresu II wojny światowej. Okręt wszedł do służby w 1945 roku.

## Historia
Położenie stępki nastąpiło 14 października 1944 roku w stoczni Deutsche Werft w Hamburgu; wodowanie 10 grudnia 1944. Okręt wszedł do służby 11 stycznia 1945 roku.
U-2354 do zakończenia wojny nie osiągnął gotowości bojowej. Nie wykonał żadnego patrolu bojowego, w związku z tym nie zatopił żadnej jednostki przeciwnika.
Poddany 9 maja 1945 roku w Kristiansand Süd (Norwegia), przebazowany 29 maja 1945 roku do Loch Ryan (Szkocja). Zatopiony 22 grudnia 1945 roku ogniem artyleryjskim niszczyciela HMS „Onslow” podczas operacji Deadlight.